# Proskovice
Proskovice – jeden z 23 obwodów miejskich miasta statutarnego Ostrawy, stolicy kraju morawsko-śląskiego, we wschodnich Czechach. Jest to także jedna z 39 gmin katastralnych w jego granicach o powierzchni 342,9958 ha. Populacja w 2001 wynosiła 1125 osób, zaś w 2012 odnotowano 369 adresów. 
Położona jest na prawym brzegu Odry, w północnych Morawach, w południowo-zachodniej części miasta.
Pierwsza wzmianka pochodzi z 1394. Nazwa pochodzi od imienia Prosek. Początek wsi wiąże się prawdopodobnie z dobą kolonizacji prowadzonej przez biskupa ołomunieckiego Brunona ze Schauenburku. Uprzemysłowienie w Zagłębiu Ostrawsko-Karwińskim ominęło Proskovice, które zachowały rolniczy charakter, choć wielu mieszkańców znalazło pracę w przemyśle.
Herb przedstawia św. Floriana.

## Demografia[2]
| Rok             | 1869 | 1880 | 1890 | 1900 | 1910 | 1921 | 1930 | 1950 | 1961 | 1970 | 1980 | 1991 | 2001 |
| --------------- | ---- | ---- | ---- | ---- | ---- | ---- | ---- | ---- | ---- | ---- | ---- | ---- | ---- |
| Liczba ludności | 423  | 419  | 503  | 529  | 574  | 575  | 708  | 679  | 775  | 775  | 954  | 1052 | 1125 |